# Lamprodila gloriosa
Lamprodila gloriosa es una especie de escarabajo del género Lamprodila, familia Buprestidae. Fue descrita científicamente por Marseul en 1865.
Se distribuye por Turquía, Siria y Grecia.

## Sinonimia
- Poecilonota gloriosa Marseul, 1865.[2]
- Ovalisia gloriosa (Marseul, 1865).[2]
- Lampra chariessa Obenberger, 1924.[2]
- Lampra cupraria Obenberger, 1921.[2]